# Jørgen Essemann
Jørgen Essemann dæknavne: Krølle og Spar Es, (født 8. maj 1918 i Aarhus, død 1. oktober 1944 nær Neumünster) var en dansk styrmandselev og modstandsmand.
Essemann tilhørte under besættelsen modstandsgrupperne; "Vædderen", "Frie Danske" og "Holger Danske". Han var aktiv med efterretning, illegal presse og sabotage fra 1941 frem til han 10. marts 1943 sammen med fem andre overtog den civile minestrygeren "Søridderen" og stak af til Sverige. Han vendte senere på året tilbage til Danmark og blev arresteret af tyskerne i september 1943. Han blev skudt af tyskerne under jernbanetransport til Neuengamme 1. oktober 1944 i nærheden af Neumünster.
På Kildevældskolen, tidligere Vognmandsmarken Skole og Bryggervangen Skole, på Østerbro findes to mindetavler for tidligere elever som satte livet til under modstandskampen, Jørgen Essemann findes med på Vognmandsmarken tavlen. . Jørgen Essemann er også mindet på Mindemuren i Mindelunden i Ryvangen.